# Napomyza lyalli
Napomyza lyalli är en tvåvingeart som beskrevs av Spencer 1976. Napomyza lyalli ingår i släktet Napomyza och familjen minerarflugor. Inga underarter finns listade i Catalogue of Life.